# Sarah Healy
Sarah Healy (Dublín, 13 de febrero de 2001) es una deportista iralndesa que compite en atletismo, especialista en las carreras de mediofondo. Ganó una medalla de oro en el Campeonato Europeo de Atletismo en Pista Cubierta de 2025, en la prueba de 3000 m.

## Palmarés internacional
| Campeonato Europeo en Pista Cubierta | Campeonato Europeo en Pista Cubierta | Campeonato Europeo en Pista Cubierta | Campeonato Europeo en Pista Cubierta |
| Año                                  | Lugar                                | Medalla                              | Prueba                               |
| ------------------------------------ | ------------------------------------ | ------------------------------------ | ------------------------------------ |
| 2025                                 | Apeldoorn (Países Bajos)             | Medalla de oro                       | 3000 m                               |